# Nate Saint
"Nate" Saint (30 de agosto de 1923 - 8 de enero de 1956) fue un cristiano misionero evangélico y aviador que, junto con otras cuatro misioneros, fue asesinado al intentar evangelizar a los Huaoranis a través de esfuerzos conocido como la Operación Auca en Ecuador.

## Biografía
Saint nació en 1923. Cuando tenía siete años, realizó su primer viaje en avión con su hermano Sam, quien eventualmente se convertiría en piloto comercial de American Airlines. Mientras estaba en el avión descubrió el amor por volar. Su familia era algo inusual. Sus hermanos hicieron un patio para dormir en el techo de su casa y su padre construyó una montaña rusa en el patio trasero. Cuando se unió al ejército, estaba estacionado en Las Vegas, NV, pero fue transferido a varios otros lugares a lo largo de los años. Una lesión en la pierna le causó algunos problemas mientras estaba en el ejército. Aproximadamente un año antes de que le dieran el alta, casi muere mientras escalaba una montaña en el Parque Nacional Yosemite.

### Convertirse en un misionero
Cuando un amigo le pidió a Saint que arreglara un avión en algún lugar de México, él estuvo de acuerdo. Después de reparar el avión, descubrió la necesidad de su habilidad en el campo del trabajo misionero y también una nueva conciencia del valor de las misiones. Después de ir a Wheaton College, Saint se casó con Marjorie Farris (comúnmente llamada Marj) en 1948 y finalmente se mudó a Shell, Ecuador. Aquí, Saint construyó una casa para su familia que también serviría como casa de huéspedes y centro de radio con los otros misioneros.

### Operación Auca
En septiembre de 1955, Saint se unió a sus compañeros de equipo, Jim Elliot, Ed McCully, Pete Fleming y Roger Youderian. Saint finalmente encontró un asentamiento Huaorani (también conocido como Auca) mientras buscaba por aire. Para llegar a la tribu, Saint y el equipo bajaron regalos a los huaorani en un balde atado al avión. El equipo decidió tratar de encontrarse con los Huaorani en el terreno; y el 3 de enero de 1956, utilizando la playa como pista de aterrizaje, instalaron un campamento a cuatro millas del asentamiento Huaorani. Su contacto inicial fue alentador; sin embargo, el domingo 8 de enero de 1956, todo el equipo fue asesinado en la playa (conocida como "Palm Beach") cuando los huaorani armados los encontraron y los lanzaron. Saint fue el tercero de los cinco misioneros en ser asesinado con lanza.
Como resultado, Saint y los otros cuatro hombres se hicieron famosos en todo el mundo. La revista Life publicó un ensayo fotográfico de 10 páginas sobre la historia, que también se cubrió en Reader's Digest y muchas otras publicaciones. Una pequeña escuela para niños misioneros en Shell, Ecuador, llevó el nombre de Saint durante 51 años hasta que la escuela cerró en 2017 debido a la caída de la matrícula.
Rachel, la hermana de Saint, continuó con los esfuerzos de la misión a los Huaorani. Esto resultó en que muchos de estos nativos se convirtieran en cristianos, incluidos aquellos que habían matado a Saint.
En 1966, Marjorie (Marj) Farris Saint se casó con Abe Van Der Puy, presidente de HCJB World Radio. Van Der Puy murió en 2003 y Marj murió en 2004 de cáncer. Está enterrada en Highland Memorial Park, al sur de Ocala, Florida.
El hijo mayor de Saint, Steve, pasó tiempo de niño visitando a sus familiares y amigos misioneros y conociendo a los Huaorani. Steve fue bautizado por Mincaye, quien fue el mismo hombre que mató a su padre pero luego se convirtió. A partir de 2006, Steve Saint trabaja con el pueblo Huaorani y viaja por todo el mundo predicando el evangelio, a menudo acompañado por Mincaye.[5] En 2005 se estrenó un documental basado en la historia, Beyond Gates of Splendor. Al año siguiente, se estrenó un largometraje, End of the Spear, el 20 de enero, una semana y media después del 50 aniversario de los asesinatos. . Steve Saint también ayudó a escribir Jungle Pilot, basado en el diario de su padre sobre su tiempo en Ecuador y su trabajo con los indios Huaorani. Steven Curtis Chapman escribió la canción "No Greater Love" de su álbum Declaración como tributo a Saint y sus compañeros misioneros.